# Uttewalde
Uttewalde ist ein kleines Dorf am nordwestlichen Rand der Sächsischen Schweiz. Das Dorf ist seit 1961 ein Ortsteil der Gemeinde Lohmen.

## Lage und Siedlungsform
Uttewalde liegt ca. 3 Kilometer südöstlich von Lohmen in einer Höhe von ca. 250 Meter NHN am Rande einer Hochfläche (Lohmener Ebenheit) westlich vom Uttewalder Grund. Die Bebauung des Dorfes gruppiert sich um einen kurzen aber tiefen Geländeeinschnitt, der zum Uttewalder Grund hinführt. Hinsichtlich der Siedlungsform handelt es sich um ein Waldhufendorf, wobei die Parzellen des Dorfes aber unregelmäßig und eher rundlingsartig angeordnet sind.
Zur Gemarkung von Uttewalde gehören auch wenige Häuser des Ausbaus Hohle am südöstlichen Ortsrand von Lohmen.

## Geschichte
Uttewalde wurde vermutlich im 14. Jahrhundert im Zuge der allgemeinen Deutschen Ostsiedlung gegründet. Die erste urkundliche Erwähnung erfolgte um 1400 als Ottenbalde. Der Name weist auf ein Dorf des Otto als Lokator hin. Weitere Namensformen sind als Ottenwalde (1445), Ottewalt (1464) und Uttenwalde (1547) verzeichnet. Noch Ende des 18. Jahrhunderts war neben dem heutigen Namen auch die Bezeichnung Ottewalde geläufig.
Das Dorf gehörte ursprünglich zum Herrschaftsbereich der Herrschaft Wehlen im Umfeld der Burg Wehlen. Mit der Burg Wehlen kam auch Uttewalde 1543 in den unmittelbaren Besitz des sächsischen Kurfürsten Johann Friedrich I. Verwaltungsmäßig unterstand Uttewalde nun der kurfürstlichen Amtsverwaltung in Lohmen.
Kirchlich war Uttewalde dem benachbarten Dorf Wehlen zugeordnet, eine eigene Kirche hat in Uttewalde nie bestanden.
Die wirtschaftliche Grundlage Uttwaldes war über Jahrhunderte hinweg die Landwirtschaft, wobei in früheren Zeiten auch in geringem Umfang Obst- und Hopfenanbau betrieben wurde. Daneben arbeitete ein Teil der Einwohner in der Bewirtschaftung der umliegenden Wälder sowie in den nahen Sandsteinbrüchen der Sächsischen Schweiz, insbesondere in den Weißen Brüchen im Elbtal zwischen Wehlen und Rathen.
Im Zuge der seit Ende des 18. Jahrhunderts beginnenden touristischen Erschließung der Sächsischen Schweiz gewann auch der Tourismus an Bedeutung. Uttewalde lag bis zur Fertigstellung der Elbtalbahn (1851) an der Hauptzugangsroute zur Sächsischen Schweiz, die von Pillnitz über Graupa, den Liebethaler Grund und Lohmen nach Uttewalde führte. Von hier aus verlief der Weg über den Uttewalder Grund weiter zur Bastei. Heute besteht in Uttewalde ein Gasthof mit Pension, mehrere Ferienwohnungen sowie ein Gasthaus im Uttewalder Grund.
Ein Großteil der Einwohner ist beruflich in den umliegenden Orten (u. a. Lohmen, Pirna) tätig.
Am 1. August 1961 erfolgte die Eingemeindung nach Lohmen.

## Der Brand von 1884

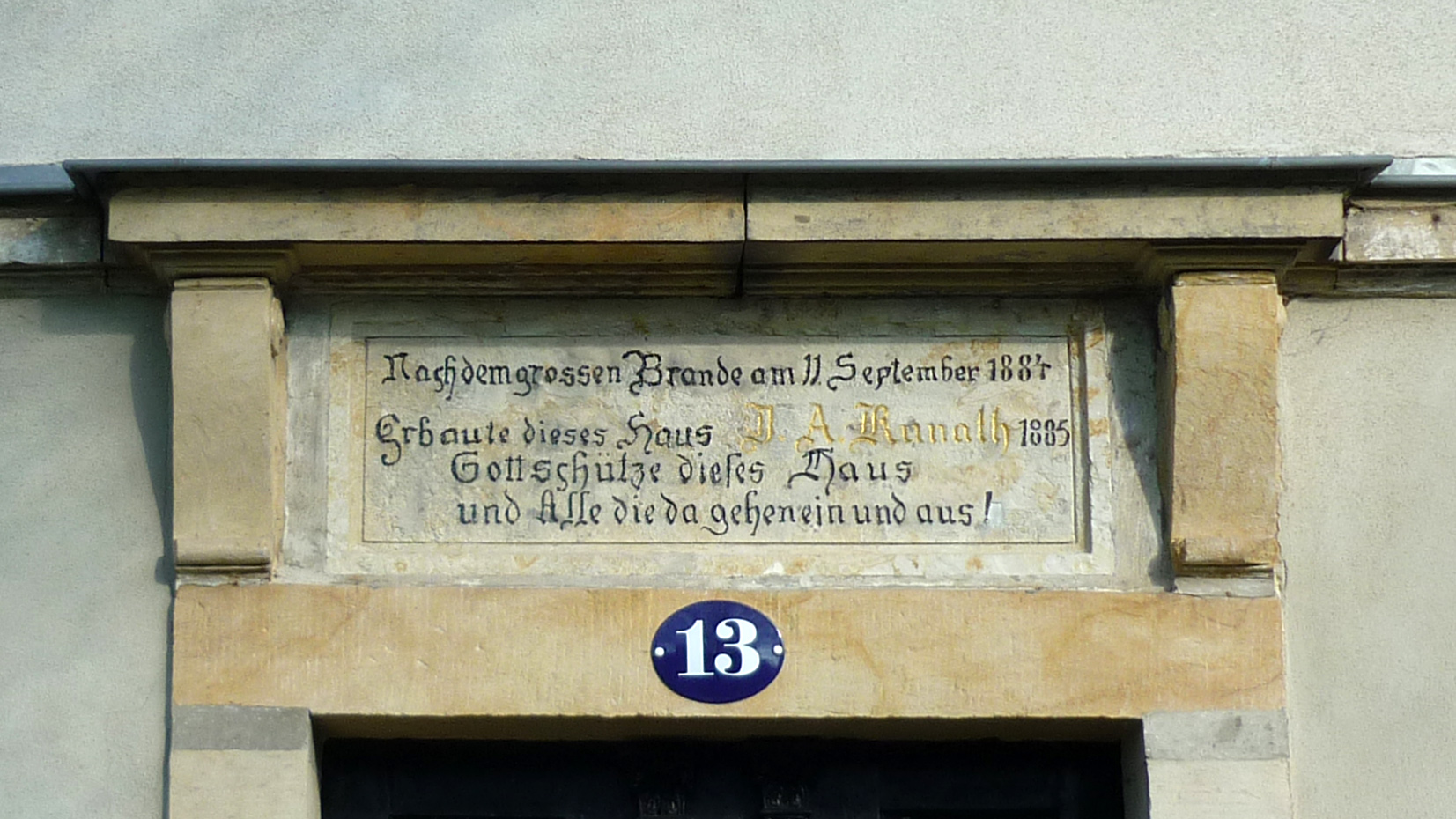
Hausinschrift zur Erinnerung an den Wiederaufbau nach dem Brand von 1884

Am 11. September 1884 brach in einer Scheune des Dorfes ein Feuer aus, das sich schnell über ganz Uttewalde ausbreitete. Der durch die Trockenheit der letzten Wochen verursachte Wassermangel begünstigte die Brandausbreitung, so dass in weniger als einer Stunde nahezu die gesamte Bebauung abbrannte. Verschont blieben neben dem Gasthof nur die Güter Nr. 8, Nr. 17 und Nr. 19. Ein dreijähriges Kind kam in den Flammen ums Leben, 25 Familien mit etwa 125 Menschen wurden obdachlos.
Aus ganz Sachsen gelangten Geld- und Sachspenden für die geschädigten Familien nach Uttewalde. Ein für den Wiederaufbau gegründetes Hilfskomitee unter Leitung des Pirnaer Amtshauptmanns Albin Le Maistre konnte Ende 1884 knapp 25.000 Mark Spendengelder verteilen.
Beim Wiederaufbau wurden die Gebäude nicht wie vorher als Fachwerkhäuser, sondern in massiver Steinbauweise errichtet. An mehreren Gebäuden erinnern Inschriftentafeln an die Brandkatastrophe.

## Größe und Einwohnerzahlen
- 1445: 8 besessene(r) Mann und 3 Gärtner
- 1547/51: 8 besessene(r) Mann und 6 Inwohner
- 1764: 13 besessene(r) Mann und 4 Häusler
- 1821: circa 24 Häuser mit ca. 140 Einwohnern
- 1834: 137 Einwohner
- 1871: 190 Einwohner
- 1890: 255 Einwohner
- 1910: 223 Einwohner
- 1925: 211 Einwohner
- 1939: 171 Einwohner
- 1946: 210 Einwohner
- 1950: 201 Einwohner

## Verkehr
Die verkehrliche Erschließung erfolgt durch die Kreisstraße K8712, die Uttewalde an die Kreisstraße K8711 von Lohmen nach Dorf Wehlen anbindet.
Die ÖPNV-Anbindung erfolgt durch den Regionalverkehr Sächsische Schweiz-Osterzgebirge (RVSOE). Auf dem Wanderparkplatz am Ortseingang befindet sich eine Haltestelle des Bastei-Kraxlers, der zwischen der Bastei und Stadt Wehlen verkehrt.

## Tourismus

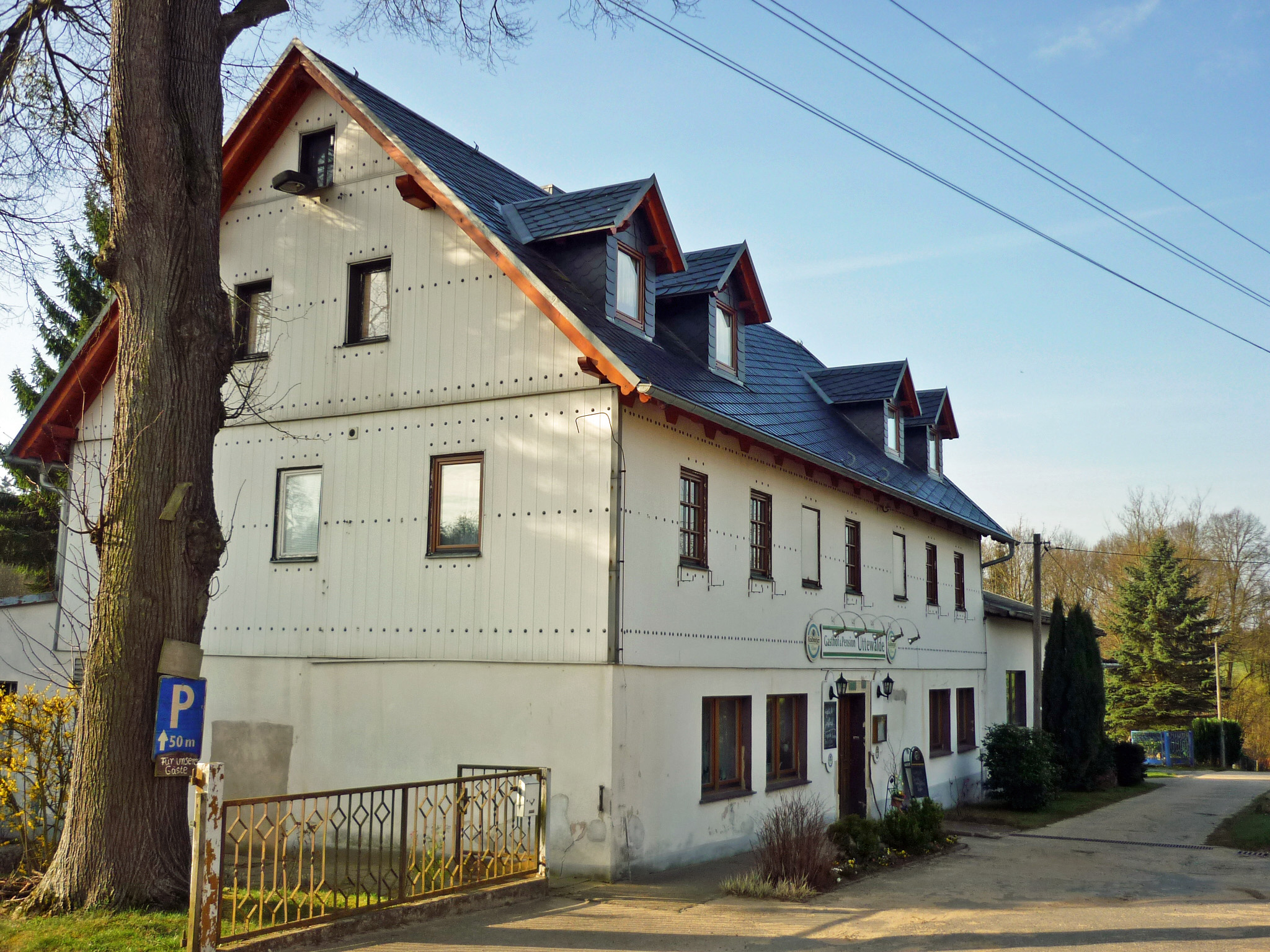
Blick auf den Gasthof

Der Nationalpark Sächsische Schweiz grenzt im Norden, Osten und Süden unmittelbar an Uttewalde an und umschließt das Dorf von drei Seiten. Durch den benachbarten Uttewalder Grund führt heute der Malerweg, der Hauptwanderweg des Elbsandsteingebirges. Durch Uttewalde selbst führt ein markierter Wanderweg, der über zwei steile Stufenanlagen in den Uttewalder Grund führt.

## Kulturdenkmale
In der Liste der Kulturdenkmale in Lohmen (Sachsen) sind für Uttewalde neun Kulturdenkmale aufgeführt.

## Persönlichkeiten
Der sächsische Mundartdichter und Heimatforscher Bruno Barthel (1885–1956) verbrachte einen Teil seiner Kindheit in Uttewalde.